# 西義一 (声楽家)
西 義一（にし ぎいち）は、日本の声楽家（バリトン）、音楽教育者。合唱指揮者。文教大学名誉教授。

## 経歴
東京都生まれ。岐阜県岐阜市出身。岐阜県立加納高等学校音楽科卒業。1965年（昭和40年）9月東京芸術大学音楽学部声楽科卒業芸術学士。1966年（昭和41年）9月尚美高等音楽学院専任講師（1981年（昭和56年）3月まで）。1970年（昭和45年）9月ウィーン国立音楽大学リート・オラトリオ科入学。1972年（昭和47年）9月同科“最優秀”修了。
畑中良輔、リリー・コラー、エリック・ヴェルバ、荘智世恵に師事。
1981年（昭和56年）4月尚美音楽短期大学音楽学科専任講師。1983年（昭和58年）4月同助教授。1985年（昭和60年）4月文教大学教育学部初等教育課程音楽専修助教授。1993年（平成5年）4月同教授。2001年（平成13年）4月国立音楽大学音楽学部声楽学科客員教授（2008年（平成20年）3月まで）。2001年（平成13年）4月文教大学教育学部学校教育課程長就任（2009年（平成21年）3月まで）。2009年（平成21年）4月文教大学教育学部学部長就任（2013年3月まで）。他に信愛学園高等学校（現・浜松学芸高等学校）玉川大学文学部芸術学科、愛知県立芸術大学音楽学部声楽科及び大学院で非常勤講師をつとめた。

## 門下生
門下生は数多く、飯田康弘、藤木大地、原口祥司、滝沢博、神戸君仁、服部陽介、東海林大、三次佳美、伊達忠徳、木村洋子、碓氷昂之朗、平尾亮子、佐瀬光代、堀部一寿、大石将史、鏑木勇樹、萩原順子、瀬尾宗利、門馬春之、愛甲久美、前嶋智、山本悦子、宇田川かおり、平木郁子、竹林加寿子、浅田容子、佐藤千花などがいる。

## 受賞歴
- 1969年（昭和44年）10月第38回NHK・毎日音楽コンクール声楽部門入賞
- 1969年（昭和44年）12月海外派遣コンクール第1位入賞・安宅賞受賞
- 1973年（昭和48年）8月リート・コンクール（ベルギー・フェスティヴァル ファン フランデレンゲント）第1位入賞[4]

## 諸活動
- 二期会オペラストゥーディオ主任・運営委員、東村山市音楽指導者協会副会長を歴任。
- 二期会合唱団、藤原歌劇団、東京室内歌劇場、東京オペラカンパニー、日本オペラ協会、青の会、日本カール・レーヴェ協会、NHK等主催の数多くのオペラ、演奏会、放送に出演。元・二期会会員[32]。
- 合唱指揮者として慶應義塾ワグネル・ソサィエティー男声合唱団、練馬男声合唱協会、文教大学合唱団コール・リンデ、清瀬室内合唱団等に出演。
- 二期会ニューウェーブオペラ劇場モンテヴェルディ作曲『ポッペアの戴冠』（2002年度（平成14年度）文化庁芸術団体重点支援事業）の公演監督も務めている[33]。
- 2020年（令和2年）現在、東京室内歌劇場理事[34]、日本カール・レーヴェ協会会員、女声合唱団 「文教 』」指導者、清瀬室内合唱団常任指揮者[4]。ウィーンオペレッタコンクール審査員。二期会オペレッタ研究会主催「コンクールのための『オペレッタ講習会』」講師[1]。東村山市文化協会参与、東村山フレッシュコンサート審査委員長[35]、東村山市在住[3]。

## 主たる演奏活動

### リサイタル
- F. シューベルト作曲 歌曲集『冬の旅』全曲 エリック・ヴェルバ：ピアノ[2]
- F. シューベルト作曲の歌曲
- H. ヴォルフ作曲『イタリア歌曲集』他[4]

### コンサート
- 青の会主催 シューベルト全歌曲連続演奏会
- 青の会主催 日本の作曲家シリーズ 山田耕筰／橋本國彦／石桁真礼生／中田喜直／團伊玖磨他
- 青の会主催 フォーレ歌曲演奏会
- 東京室内歌劇場主催 コンサート
- 日本カール・レーヴェ協会主催 コンサート[4]
- 玉川学園『第九』ソリスト（1979年）[36]

### オペラ
- サンクト・ペルテン市立歌劇場公演 ヴェルディ作曲 『椿姫 』G. ジェルモン役
- 東京二期会公演 ロッシーニ作曲 『セヴィリアの理髪師 』フィオレッロ役
- 藤原歌劇団公演 ロッシーニ作曲 『セヴィリアの理髪師 』フィガロ役
- 日本オペラ協会公演 清水脩作曲 『青空を射つ男 』青年
- 日本オペラ協会公演 芥川也寸志作曲 『ヒロシマのオルフェ 』青年役
- 日本オペラ協会公演 芥川也寸志作曲 『天守物語 』図書之助役
- 東京室内歌劇場公演※旗揚げ公演[2] C. オルフ作曲 『賢い女 』ラバを引く男役／王様役
- 東京室内歌劇場公演 F. プーランク作曲 『ティレシアスの乳房 』亭主役
- 東京室内歌劇場公演 G.C. メノッティ作曲 『アメリア舞踏会へ行く 』夫役
- 東京室内歌劇場公演 シェーンベルク作曲 『今日から明日へ 』夫役
- 東京室内歌劇場公演 C. モンテヴェルディ作曲 『ユリシーズの帰郷 』ユリシーズ役
- 東京室内歌劇場公演 E. フンパーディンク作曲 『ヘンゼルとグレーテル 』父役
- 東京室内歌劇場公演 モンテヴェルディ作曲 『ポッペアの戴冠 』オットーネ役
- 東京室内歌劇場公演 ブリテン作曲 『カリュー・リヴァー 』船頭役／旅人役 等々[4]

### 放送
- NHK-FM 『夕べのリサイタル 』ドイツ歌曲を放送[2]